# Barbie Girl
«Barbie Girl» (с англ. — «Девушка-барби») — сингл датско-норвежской музыкальной танцевальной поп-группы Aqua, вышедший в 1997 году с их дебютного студийного альбома Aquarium. Песня была написана после того, как Растед увидел выставку о культуре китча в Дании, на которой были представлены куклы Барби. Песня возглавила чарты по всему миру, особенно в европейских странах, таких как Великобритания, где она была хитом номер 1 в течение четырёх недель и остается одним из самых продаваемых синглов всех времен. Он также занял 2-е место на родине группы и достиг 7-го места в американском Billboard Hot 100, где остается самым популярным синглом группы и их единственным синглом, который попал в топ-10 Hot 100. Это самая популярная песня группы.

## Описание и создание
Песня была написана Клаусом Норрееном и Сёреном Растедом, после того как группа посетила выставку, посвящённую китчевой культуре.
«Barbie Girl» стала третьим синглом группы и была включена в альбом Aquarium.
Песня рассказывает о куклах Барби с Кеном и их «пластиковой» жизни. В песне и в клипе к ней их роли исполняют Лене Нюстрём Растед и Рене Диф. На упаковке с диском указано, что «песня является социальным высказыванием и не спонсирована производителем кукол».
Клип песни был срежиссирован Педером Педерсеном и Питером Стенбеком.

## Иск Mattel против MCA Records
Компания Mattel, производительница кукол Барби, подала в суд на группу, утверждая, что музыканты нарушили авторские права на использование образа Барби, выставили куклу как секс-объект и запятнали образ продукции, называя Барби «Blonde Bimbo» (блондинкой-бимбо, бимбо — западный стереотип сексуализированной, привлекательной, неразумной женщины).
Aqua утверждала, что Mattel вводят свою трактовку текста песни. MCA Records оспорила претензии Mattel и подала встречный иск за клевету, после того как представители Mattel сравнили MCA с грабителем банка.
Иск Mattel был отклонён судами низших инстанций, тогда Mattel подала апелляцию в Верховный суд Соединённых Штатов, но она была позднее отклонена. В 2002 году апелляционный суд постановил, что песня может использовать торговую марку, так как является пародией, что закреплено Первой поправкой к Конституции Соединённых Штатов. Судья Алекс Козинский также отклонил иск по клевете с комментарием: «Сторонам рекомендуется остыть».
Дело было прекращено, и в процессе оно привлекло большое внимания средств массовой информации к песне и группе. В 2009 году Mattel выпустила серию рекламных объявлений и рекламных видео с музыкой песни, с изменённой лирикой, как часть новой маркетинговой компании для оживления продаж кукол.
В 2023 году в саундтрек фильма «Барби» вошла композиция «Barbie World» (переработка песни «Barbie Girl» с семплом в из неё) с участием Ice Spice и Ники Минаж.

## Музыкальный клип
Музыкальное видео было снято датскими режиссёрами Педером Педерсеном и Петером Стенбеком. На нём изображены участники группы в различных сценах, в которых могла бы участвовать кукла Барби. Загруженное на YouTube в августе 2010 года, по состоянию на август 2023 года видео набрало 1,2 миллиарда просмотров.

## Список композиций
| Великобритания/США - CD1 1. «Barbie Girl» (radio edit) — 3:22 2. «Barbie Girl» (extended version) — 5:12 3. «Barbie Girl» (Perky Park Club Mix) — 6:23 4. «Barbie Girl» (Spikes Anatomically Correct Dub) — 7:55 - CD2 1. «Barbie Girl» (CD-ROM video) 2. «Barbie Girl» (radio edit) — 3:22 3. «Barbie Girl» (Dirty Rotten Scoundrels 12" G-String mix) — 8:37 4. «Barbie Girl» (Dirty Rotten Peroxide Radio mix) — 4:10 - 12" maxi 1 1. «Barbie Girl» (Spike’s Anatomically Correct dub) — 8:01 2. «Barbie Girl» (extended version) — 5:17 3. «Barbie Girl» (Spike’s Plastic mix) — 8:47 4. «Barbie Girl» (radio edit) — 3:16 | - 12" maxi 2 1. «Barbie Girl» (original extended mix) — 5:14 2. «Barbie Girl» (Dirty Rotten G-String mix) — 8:37 3. «Barbie Girl» (Dirty Rotten Peroxide mix) — 4:10 Европа - CD single / Cassette 1. «Barbie Girl» (radio edit) — 3:16 2. «Barbie Girl» (extended version) — 5:14 - 12" maxi 1. «Barbie Girl» (Perky Park club mix) — 6:13 2. «Barbie Girl» (Spike’s Anatomically Correct dub) — 7:55 Австралия и Канада - CD maxi 1. «Barbie Girl» (radio edit) — 3:16 2. «Barbie Girl» (Spike’s Plastic mix) — 8:47 3. «Barbie Girl» (Spike’s Anatomically Correct dub) — 8:01 4. «Barbie Girl» (extended version) — 5:14 |

## Чарты и сертификация
Песня возглавила чарты по всему миру, особенно в европейских странах, таких как Великобритания, где занимала первое место в течение трёх недель. Также она была на вершинах чарта в Австралии. Кроме того, в сентябре 1997 года песня дебютировала в американском хит-параде Billboard Hot 100, где достигла 7-го места, что остаётся самым большим успехом синглов Aqua в США на сегодняшний день и единственной их песней достигшей топа-20 в этом хит-параде.
| Чарт(1997)                          | Высшая позиция |
| ----------------------------------- | -------------- |
| Австралия (ARIA)                    | 1              |
| Австрия (Ö3 Austria Top 40)         | 2              |
| Бельгия/Фландрия (Ultratop 50)      | 1              |
| Бельгия/Валлония (Ultratop 50)      | 1              |
| Канада (RPM Top Singles)            | 4              |
| Канада (RPM Dance/Urban)            | 1              |
| Canada (Nielsen SoundScan)          | 7              |
| Denmark (IFPI)                      | 2              |
| Europe (Eurochart Hot 100)          | 1              |
| Финляндия (Suomen virallinen lista) | 3              |
| Франция (SNEP)                      | 1              |
| Германия (GfK)                      | 1              |
| Hungary (Mahasz)                    | 4              |
| Iceland (Íslenski listinn Topp 40)  | 15             |
| Ирландия (IRMA)                     | 1              |
| Italy (FIMI)                        | 2              |
| Italy (Musica e dischi)             | 1              |
| Нидерланды (Dutch Top 40)           | 1              |
| Нидерланды (Single Top 100)         | 2              |
| Новая Зеландия (Recorded Music NZ)  | 1              |
| Норвегия (VG-lista)                 | 1              |
| Шотландия (Scottish Singles Chart)  | 1              |
| Spain (AFYVE)                       | 2              |
| Швеция (Sverigetopplistan)          | 1              |
| Швейцария (Schweizer Hitparade)     | 1              |
| Великобритания (UK Singles Chart)   | 1              |
| США (Billboard Hot 100)             | 7              |
| США (Billboard Dance Club Songs)    | 21             |
| 2                                   |                |
| США (Billboard Mainstream Top 40)   | 15             |
| США (Billboard Rhythmic)            | 8              |

| Чарт(1997)                         | Позиция |
| ---------------------------------- | ------- |
| Australia (ARIA)                   | 2       |
| Austria (Ö3 Austria Top 40)        | 11      |
| Belgium (Ultratop 50 Flanders)     | 2       |
| Belgium (Ultratop 50 Wallonia)     | 2       |
| Canada Top Singles (RPM)           | 67      |
| Canada Dance/Urban (RPM)           | 5       |
| Europe (Eurochart Hot 100)         | 4       |
| France (SNEP)                      | 5       |
| Germany (Official German Charts)   | 8       |
| Iceland (Íslenski Listinn Topp 40) | 99      |
| Netherlands (Dutch Top 40)         | 3       |
| Netherlands (Single Top 100)       | 4       |
| New Zealand (RMNZ)                 | 49      |
| Romania (Romanian Top 100)         | 19      |
| Sweden (Sverigetopplistan)         | 5       |
| Switzerland (Schweizer Hitparade)  | 34      |
| UK Singles (OCC)                   | 2       |
| US Billboard Hot 100               | 94      |

| Chart (1998)                      | Position |
| --------------------------------- | -------- |
| France (SNEP)                     | 33       |
| Germany (Official German Charts)  | 45       |
| Netherlands (Single Top 100)      | 96       |
| Switzerland (Schweizer Hitparade) | 19       |

| Чарт(1990–99)               | Позиция |
| --------------------------- | ------- |
| Belgium (Ultratop Flanders) | 2       |

| Чарт             | Позиция |
| ---------------- | ------- |
| UK Singles (OCC) | 16      |

## Сертификации
| Регион | Сертификация  | Продажи   |
| --- | ------------- | --------- |
| Австралия (ARIA) | 3× Платиновый | 210 000^  |
| Австрия (IFPI Austria) | Платиновый    | 50 000*   |
| Бельгия (BEA) | 4× Платиновый | 200 000*  |
| Дания (IFPI Danmark) | Золотой       | 45 000    |
| Франция (SNEP) | Бриллиантовый | 1,215,000 |
| Германия (BVMI) | Платиновый    | 500 000^  |
| Италия | —             | 100,000   |
| Италия (FIMI) · sales since 2009 | Золотой       | 35 000    |
| Нидерланды (NVPI) | Платиновый    | 75 000^   |
| Новая Зеландия (RMNZ) | Платиновый    | 10 000*   |
| Норвегия (IFPI Norway) | 2× Платиновый |           |
| Швеция (GLF) | 3× Платиновый | 90 000^   |
| Швейцария (IFPI Switzerland) | Платиновый    | 50 000^   |
| Великобритания (BPI) | 3× Платиновый | 1,840,000 |
| США | —             | 1,500,000 |
| Итого |               |           |
| Мир | —             | 8,000,000 |
| * Данные о продажах приведены только на основе сертификации. · ^ Данные о тиражах приведены только на основе сертификации. · Данные о продажах + прослушиваниях приведены только на основе сертификации. |               |           |